# Xá xíu

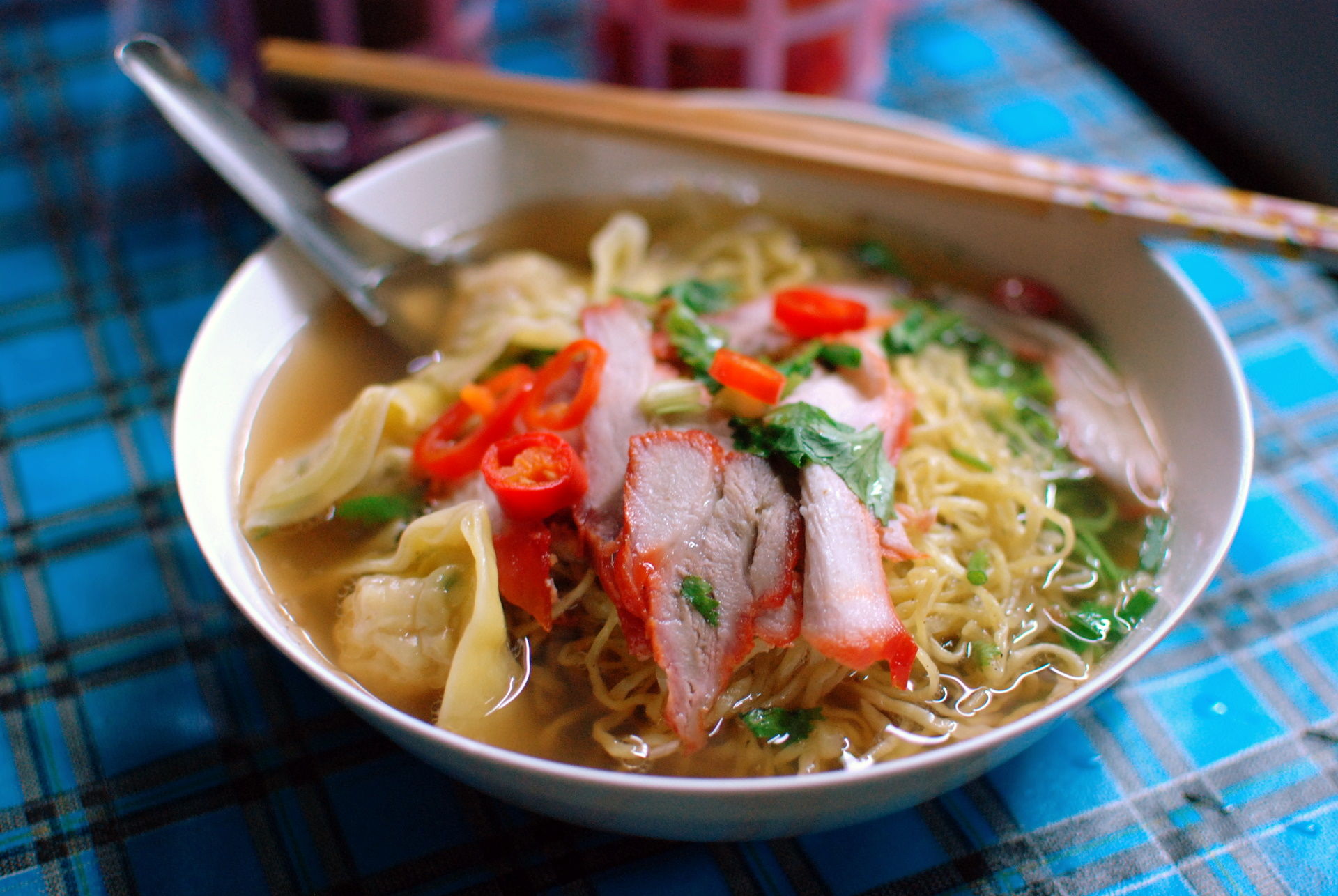
Mì sợi xá xíu.

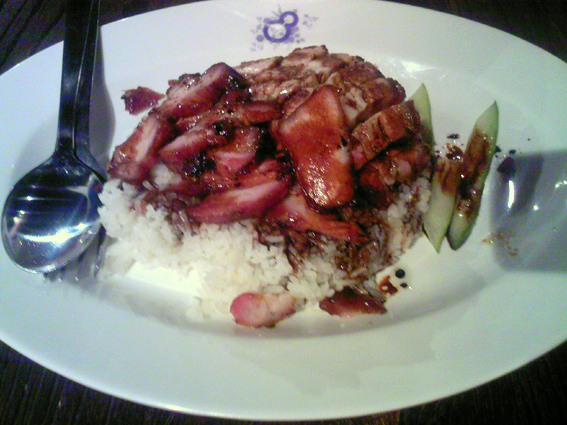
Cơm thịt xá xíu.

Xá xíu (chữ Hán: 叉燒, tiếng Anh: Char siu, âm Hán Việt: xoa thiêu, tiếng Nhật: チャシュー Chashū) là một loại thịt heo quay hoặc nướng, xuất phát từ Quảng Đông, Trung Quốc. Món này vốn bắt nguồn từ cách lấy thịt heo ướp gia vị, xỏ ghim rồi đem nướng trên lửa. Thịt thường dùng là thịt nạc vai, ướp mật ong, ngũ vị hương, xì dầu, chao, tương đen, bột màu điều và rượu.
Hỗn hợp gia vị trên làm cho món xá xíu có sắc đỏ. Đôi khi mạch nha được dùng quết lên để làm thịt óng ả thêm hấp dẫn. Thịt xá xíu thường có bán ở những hiệu thịt quay người Hoa, bán chung với vịt quay, heo quay. Xá xíu có thể dùng làm nhân bánh bao, trộn với cơm chiên, hoặc ăn kèm với mì sợi hay cơm trắng. Ngoài ra xá xíu còn có thể ăn chung với xôi.
Tại Nhật Bản, xá xíu sẽ được làm theo một cách khác so với công thức của Quảng Đông: thay vì là một miếng thịt đem xiên nướng trên giá quay, người Nhật thường cuộn các dải thịt dài chồng lên nhau, trộn với bột bắp, muối, đường, tiêu cho đến khi đạt đến độ dày vừa ý, cho vào hun khói từ từ với ngũ vị, miso, shōyu, mirin và cắt thành từng miếng tròn. Xá xíu Nhật Bản rất được ưa dùng cho các món cơm, các loại mì ramen, tsukemen và các món hầm khác.